# Riethia truncatocaudata
Riethia truncatocaudata är en tvåvingeart som först beskrevs av Edwards 1931.  Riethia truncatocaudata ingår i släktet Riethia och familjen fjädermyggor. Inga underarter finns listade i Catalogue of Life.